# Josep Gayà
Josep Antoni Gayà Martínez (Manacor, 7 de julio de 2000) es un futbolista español que juega de defensa en el C. D. Lugo de la Primera Federación.

## Trayectoria
Comenzó su carrera deportiva en el R. C. D. Mallorca "B" en 2019, debutando en Tercera División el 1 de mayo ante el C. F. Sóller.
El 22 de septiembre de 2021 hizo su debut profesional, con el primer equipo del R. C. D. Mallorca, en un partido de la Primera División de España frente al Real Madrid C. F.
El 1 de septiembre de 2023, tras haber renovado en junio hasta 2026, fue cedido a la S. D. Amorebieta para competir en la Segunda División. Al final de temporada llegó a un acuerdo para rescindir su contrato y el siguiente 22 de julio fichó por el C. D. Tenerife. En este equipo jugó catorce encuentros antes de desvincularse el 3 de febrero de 2025. Entonces se marchó a Moldavia para jugar en el F. C. Zimbru Chișinău, con el que tuvo la oportunidad de competir en la Liga Conferencia de la UEFA antes de regresar a España en el mes de agosto al unirse al C. D. Lugo.

## Clubes
| Club                      | País     | Año       |
| ------------------------- | -------- | --------- |
| R. C. D. Mallorca "B"     | España   | 2019-2023 |
| R. C. D. Mallorca         | España   | 2023-2024 |
| S. D. Amorebieta (cedido) | España   | 2023-2024 |
| C. D. Tenerife            | España   | 2024-2025 |
| F. C. Zimbru Chișinău     | Moldavia | 2025      |
| C. D. Lugo                | España   | 2025-     |